# Banca universal
Las tendencias globalizadoras de la economía mundial están suscitando profundos cambios en la banca a nivel internacional. En este contexto, surge la Banca Universal, institución que de conformidad con lo establecido en la ley general de bancos y otras instituciones financieras (Caso Venezolano), puede realizar todas las operaciones que pueden efectuar los bancos e instituciones financieras especializadas como Bancos Comerciales, Bancos Hipotecarios, Bancos de Inversión, Sociedades de Capitalización, Arrendadoras financieras y fondos de mercado monetario.

## Operaciones
- Financiar capital de trabajo.
- Otorgar créditos al consumo.
- Recibir depósitos a la vista y a plazo.
- Otorgar créditos hipotecarios.
- Emitir títulos hipotecarios.
- Financiar proyectos de inversión de mediano y largo plazo.
- Intervenir en el mercado de capitales.
- Celebrar contratos de capitalización.
- Efectuar operaciones de arrendamiento financiero.
- Vender al público títulos o valores en fondos de activos líquidos, fondos fiduciarios, etc.
- Otorgar fianzas.
- Abrir cartas de crédito.
- Intermediar en el mercado cambiario.

## Características
Ampliar su oferta de instrumentos financieros para la capitalización de recursos, pudiendo recibir depósitos tanto a corto como a largo plazo, bajo distintas modalidades.
- Poder realizar operaciones de intermediación financiera en distintos plazos.
- Prestar bajo una misma figura, los servicios que individualmente ofrecen las instituciones financieras especializadas en distintos plazos.
- Operar con una estructura departamental variada, especializada e integrada, tanto en su aspecto organizacional como operativo, debido a la magnitud y diversidad de negocios que manejan.
- Mantener niveles de capitalización superiores a los de la banca especializada.

## Ventajas
- Estimula la eficiencia y la competitividad por la vía de la reducción de costos. No solo a nivel de operaciones, sino también de mercadeo, informática, infraestructura y recursos humanos.
- Pone a disposición del usuario, en una sola institución, una amplia gama de productos y servicios.
- Facilita el desarrollo económico al canalizar una mayor cantidad de recursos al financiamiento a largo plazo y permitir el diseño de instrumentos de crédito con características y necesidades de financiamiento de cada actividad económica.
- Brinda flexibilidad a la institución para adaptarse a cambios en el entorno macroeconómico y financiero, dado los últimos plazos en los que puede operar y los distintos sectores que puede atender (mayor diversificación de riesgos).
- Reduce el riesgo de liquidez ocasionado por la insuficiencia de captaciones a largo plazo para financiar operaciones a largo plazo.